# Maia Ramsfjell
Maia Hamre Ramsfjell (Oslo, 30 de abril de 1999) es una deportista noruega que compite en curling.
Ganó una medalla de plata en el Campeonato Mundial de Curling Femenino de 2023.
Es hija del jugador de curling Eigil Ramsfjell, sobrina de Bent Ramsfjell, y su hermano Magnus y su primo Bendik compiten en el mismo deporte.

## Palmarés internacional
| Campeonato Mundial | Campeonato Mundial | Campeonato Mundial | Campeonato Mundial |
| Año                | Lugar              | Medalla            | Prueba             |
| ------------------ | ------------------ | ------------------ | ------------------ |
| 2023               | Sandviken (Suecia) | Medalla de plata   | Equipo             |